# Our Hollow, Our Home
Our Hollow, Our Home es una banda británica de metalcore formada en Southampton en el año 2013.

## Historia
Our Hollow, Our Home fue fundada en 2013 en la ciudad británica de Southampton. La primera formación completa de la banda incluye al vocalista Connor Hallisey, los guitarristas Josh White y Tobias Young, y al bajista Tom Hoolahan y al baterista James Tuckey.
En 2015, lanzaron el EP debut Redefine, que los músicos financiaron con sus propios bolsillos y se autopublicó. Esto le dio al grupo una mayor reputación en el Reino Unido. Con Hartsick siguió en marzo de 2017, el lanzamiento del álbum, también en la distribución interna.
Entre el 24 de mayo y el 4 de junio de 2017, la banda completó su primera gira por varios países europeos. Anteriormente  Our Hollow, Our Home completó una gira de conciertos por el Reino Unido, que estuvo acompañada por Sworn Amongst.

## Estilo
La música de Our Hollow, Our Home se describe como un metalcore de alta calidad y melódico que presenta ganchos en los coros y breakdowns violentos. Los estribillos se describen como post-hardcore, mientras que los músicos también incorporaron influencias del death metal melódico, thrash metal y metalcore moderno en su música.

## Miembros
Miembros actuales
- Connor Hallisey – Guturales, voces claras (2012–presente)
- Tobias Young – Guitarra rítmica y voces claras (2012–presente)
- Josh White – Guitarra líder y coros (2012–presente)

Miembros anteriores
- Tim Hoolahan – Bajo (2012–2015)
- James Tuckey – Batería (2012–2015)
- Bobby Brooks – Bajo y coros (2015–2021)
- Nicholas Taliadoros – Batería (2015–2021)

## Discografía
Álbumes
- 2017: Hartsick
- 2018: In Moment // In Memory
- 2021: Burn In The Flood

EP
- 2015: Redefine

## Videografía
| Año  | Canción                              | Álbum                  |
| ---- | ------------------------------------ | ---------------------- |
| 2013 | "Rest Assured"                       | //Redefine             |
| 2014 | "If Those Were Guns, Reggie Be Dead" | //Redefine             |
| 2015 | "Heinsenberg"                        | //Redefine             |
| 2015 | "Feast For The Crows"                | Hartsick               |
| 2016 | "Throne To The Wolves"               | Hartsick               |
| 2016 | "Worms Wood"                         | Hartsick               |
| 2017 | "Karmadillo"                         | Hartsick               |
| 2017 | "Hartsick"                           | Hartsick               |
| 2017 | "Web Weaver"                         | Hartsick               |
| 2017 | "Loneshark: Live Session"            | Hartsick               |
| 2017 | "Pride: Of Might & Mane"             | Hartsick               |
| 2018 | "Speak of Sorrow"                    | In Moment // In Memory |
| 2018 | "In Moment"                          | In Moment // In Memory |
| 2019 | "Wraiths"                            | In Moment // In Memory |
| 2019 | "Disconnect"                         | In Moment // In Memory |
| 2019 | "Parting Gift"                       | In Moment // In Memory |